# APRS
APRS（英語: Automatic Packet Reporting System）とは、アマチュア無線を用いた位置情報発信システムである。

## システム
APRSは、アマチュア無線上での無線パケット通信を応用してリアルタイムで生データを配信する通信プロトコルである。アメリカ合衆国のアマチュア無線家ボブ・ブラニンガ（Bob Bruninga、WB4APR）が1992年に提唱・発表した。
APRSはGPSなどを利用して行われる移動アマチュア無線局の位置トラッキング機能が有名である。GPS信号を一定の時間間隔で送信するとサーバーにデータが蓄積され、コールサインや日付を入力することで位置情報が赤い点の連続で地図上に表示される（GPS信号の送信が途切れたときは青い線で表示される）。
従来のアマチュアパケット無線に比べ、パケット通信を拡散して使用するため、ブロードキャスト型に近い構造となっている。APRSは全世界で運用されており、インターネットゲートなどの無線通信以外のメディアとも親和性が高く、広く利用されている。また、スケーラビリティの高い設計となっており、表示機構を持たず発信のみという小型のものからアマチュアパケット無線#ターミナルノードコントローラ (TNC) 内蔵で表示機構を持つ無線機、そしてPCを接続してフルに運用できるものがある。
APRSを使用するには、専用ソフトウェアの使用登録をし、固有のナンバーを得なければならない場合がある。これはソフトにより仕様が異なり、APRSサーバに接続し、ゲート経由でAPRSに接続する場合のみに必要になる場合や、ナンバーがない起動では、メッセージ(チャット)の送信やI-Gateなど機能制限がつくものがある。
ナンバーには2種類あり、使用に必要なシリアルナンバーの他、APRSサーバに接続する際、無免許者がゲートを通じ、ゲートを通じて発信されないようにするためのナンバーもある。ソフトによっては後者の番号について生成する機能を持ったものも存在する。（Xastirなど）

## 各国での利用

### アメリカ合衆国
位置情報やショートメッセージ、天気情報などを送受信することができ、またほぼリアルタイムで各局の動きを知ることができるという特性からアメリカではパレードの位置情報や災害時のコミュニケーション、捜索活動などに広く利用されている。

### 日本
日本ではケンウッド社によるナビトラという規格も存在するが、これはAPRSとは互換性を持たない。しかし、JAPRSX (Japan APRS Experiment) やJ-netなどの同好会の活動や、またインターネット経由のゲートと呼ばれるノードにより日本国内においても限定的にAPRSを使用して世界のユーザーと通信することが可能となっている。
日本ではアマチュア局の無線局免許状が必要となる。APRSソフトウェアとして、広く利用されているUI-View32の日本での登録業務は、JA6NKA 池上 いけのうえ氏が、認証番号を即日（15分～数時間）発行している。
UI-View32の開発者G4IDE Roger Baker氏の遺言に沿い、任意団体APRSがん募金が設立され、国立がんセンターへ寄付されている。
また地図作製の必要がなく、設定が容易で日本語でも操作できる AGWTrackerも利用者が増えている。
UI-View32以外では、Raspberry PiにLinux OSをインストールし、XASTIR によるI-Gate局として稼働している環境もある。

## 日本国内で利用可能なAPRS対応無線機

### JVC KENWOOD（TRIO）
・TM-D710　・RC-D710　・TH-D72　・TM-D710G　・TH-D74　・TH-D75
※過去に発売された　・TH-D7　・TM-D700　については外部機器（GPSモジュール等）を利用する事で運用可能。　

### 八重洲無線（VERTEX STANDARD）
・VX-8　・FTM-350　・VX-8D　・VX-8G　・FTM-350A　・FTM-400D　・FTM-100D　・FT1D　・FT1XD　・FT2D
・FTM-400XD　・FT3D　・FTM-300D　・FT5D　・FTM-200D　・FTM-500D　・FTM-510D
TM-D700、TM-D710（G）、TH-D72、TH-D74※、TH-D75についてはAX.25プロトコル対応のTNCを内蔵しており、スタンドアローンデジピータとしての機能もあり、国内では山岳部等の広域デジピータや市街地での局地デジピータとしても利用され、またネット接続されたPCと接続して、I-Gate局運用にも利用可能である。
※TH-D74については、I-Gate局運用としてのみ接続可能